# Gunung Leubuk Leupeh
Gunung Leubuk Leupeh är ett berg i Indonesien.   Det ligger i provinsen Aceh, i den västra delen av landet, 1 700 km nordväst om huvudstaden Jakarta. Toppen på Gunung Leubuk Leupeh är 1 362 meter över havet, eller 136 meter över den omgivande terrängen. Bredden vid basen är 1,7 km.
Terrängen runt Gunung Leubuk Leupeh är huvudsakligen kuperad, men norrut är den bergig.Runt Gunung Leubuk Leupeh är det mycket glesbefolkat, med 3 invånare per kvadratkilometer. I omgivningarna runt Gunung Leubuk Leupeh växer i huvudsak städsegrön lövskog.